# Pedro Trigueira
Pedro José da Silva Trigueira (Baltar, 4 de Janeiro de 1988) é um futebolista português que atua como guarda-redes, atualmente defende o AVS SAD.

## Carreira
Trigueira nasceu em Baltar, Paredes, Portugal. Começou no Futebol na base do Boavista FC, do Porto, foi promovido à equipa principal em 2007, sendo emprestado ao modesto GD Ribeirão para ganhar mais experiência. Sua estreia profissional foi feita na temporada 2008–09 , disputando oito partidas na segunda divisão já que o ex-clube foi rebaixado pelo segundo ano consecutivo.
Após os infortúnios do Boavista, Trigueira assinou no verão de 2009 com o Rio Ave FC, equipa da Primeira Liga, mas foi apenas a terceira escolha no primeiro ano , atrás dos experientes Carlos e Miguel Mora. Mais do mesmo na campanha 2010-11 , já que disputou apenas um jogo do campeonato (um minuto frente ao SC Olhanense na última jornada) e somou mais sete jogos no banco.
De 2011 a 2015, Trigueira alternou entre o segundo e terceiro escalões do futebol português , representando CD Trofense , CD Cinfães e CF União.  A 11 de junho de 2015, depois de ajudar este último a regressar à primeira divisão após uma ausência de mais de duas décadas,  ingressou na Académica de Coimbra.
No dia 12 de julho de 2016, após sofrer o rebaixamento da primeira divisão, o Trigueira assinou um contrato de dois anos com o Vitória FC.  Em junho de 2018, acertou contrato de mesma duração com o Moreirense FC.
Trigueira transferiu-se para o CD Tondela a 17 de agosto de 2020, com um contrato de dois anos, em substituição de Cláudio Ramos, que se transferiu para o FC Porto .

## Carreira internacional
Trigueira conquistou a primeira de suas quatro internacionalizações pela seleção sub-21 de Portugal em 10 de fevereiro de 2009, entrando como substituto tardio na vitória por 3 a 1 no amistoso sobre a Suíça.

## Honras
Individual
- Liga Portugal 2 Goleiro do Mês: Agosto 2023,[10] Setembro 2023[11]